# Rebecq Ladies Trophy 2012
Il Rebecq Ladies Trophy 2012 è stato un torneo di tennis facente parte della categoria ITF Women's Circuit nell'ambito dell'ITF Women's Circuit 2012. Il torneo si è giocato a Rebecq in Belgio dal 30 luglio al 5 agosto 2012 su campi in terra rossa e aveva un montepremi di $25,000.

## Vincitori

### Singolare
Kirsten Flipkens ha battuto in finale  Myrtille Georges con il punteggio di 6–2, 6–1

### Doppio
Diana Buzean /  Daniëlle Harmsen hanno battuto in finale  Lesley Kerkhove /  Marina Mel'nikova con il punteggio di 6–4, 6–2